# Магерьоя
Магерьоя (на норвежки: Magerǿya) е остров в Баренцево море, най-северният по крайбрежието на Скандинавския полуостров, част от територията на Норвегия – фюлке Финмарк. Площ – 437 km².
На юг тесен проток го отделя от континента. Бреговете му са предимно скалисти, силно разчленени от дълги и тесни фиорди (най-голям е Туфиорд). Релефът му е платовиден с максимална височина 417 m. Климатът е полярен, омекотен от топлото Североизточно течение. Големи участъци са заети от тундрова растителност. Население – 3201 души (2012 г.), групирано в няколко малки населени места, най-голямото е Хонингсвог, на югоизточния бряг. На северното му крайбрежие се намира един от най-известните северни географски носове на Европа – нос Нуркап. Чрез шосеен тунел, прокопан под протока, се свъзва с континенталната част на Норвегия.